# Los Tomatos
Os Los Tomatos são uma banda portuguesa fundada em 1993 pelo cantor, guitarrista e compositor Ian Mucznik.
A banda foi precursora em Portugal de um tipo de fusão multi-estilística na linha de bandas internacionais como Mano Negra.
Em 1998 os Los Tomatos editaram pela El Tatu o álbum de originais Granda flash. O disco tem a participação do DJ e produtor alemão Felix Wolter no tema "Granda Flash Dub".
Realizaram então dezenas de espectáculos no país, dos quais se destacam participações em alguns dos mais importantes festivais portugueses, como o  Festival Sudoeste (palco Blitz, 1998) e a Festa do Avante! (palco 25 de Abril), para além de actuação na Expo'98 de Lisboa e na sala NASA em Santiago de Compostela (Espanha).
Em 1999 foi  banda suporte de um espectáculo realizado na Praça do Comércio em Lisboa, no âmbito do programa de comemorações dos 25 anos do 25 de Abril pela Câmara Municipal de Lisboa, intitulado "Rock & Revolução", acompanhando os cantores Jorge Palma, Vitorino, João Aguardela, Luís Varatojo, Viviane, Dora Fidalgo, Rui Duarte e Janelo da Costa. Esse espectáculo deu origem ao projecto Linha da Frente.
Além de Ian Mucznik (actualmente a colaborar no grupo Real Combo Lisbonense), pertenceram à banda músicos como Magala (fundador grupo The Gilbert's Feed Band), os  percussionistas Natxo Checa (curator e produtor da Galeria ZDB, em Lisboa) e Hugo Menezes, Nuno Ferreira (guitarrista) e Filipe Melo (pianista), que são hoje reconhecidos músicos na área do jazz), Nuno Reis (trompetista da banda Cool Hipnoise e colaborador de Ena Pá 2000, etc.), o baixista  João San Payo (cofundador dos Peste & Sida), os bateristas Luís San Payo (músico dos Pop Dell'Arte, Rádio Macau, Entre Aspas, etc.) e Emanuel Ramalho (dos Delfins), entre outros.

## Discografia
- Granda flash, El Tatu (CD 1998)

### Singles
- "Granda Flash / Granda Flash Dub", El Tatu (CD single, 1998)
- "Morena del Tumbao / Le sêxe la tête le coeur", El Tatu (CD single, 2000)